# Mount Hornsby
Mount Hornsby ist ein etwa 1360 m hoher, markanter und mit einer Schneehaube bedeckter Berg im Grahamland auf der Antarktischen Halbinsel. Auf der Trinity-Halbinsel ragt er an der Südflanke des mittleren Abschnitts des Sjögren-Gletschers auf.
Der Falkland Islands Dependencies Survey nahm zwischen 1960 und 1961 Vermessungen vor. Das UK Antarctic Place-Names Committee benannte ihn am 12. Februar 1964 nach dem bereits 1918 aufgelösten Unternehmen Richard Hornsby & Sons aus Grantham, Entwickler und Produzent zahlreicher Kettenfahrzeuge für das britische War Office.